# Sonate pour piano no 2 de Weber
Pour les articles homonymes, voir Sonate pour piano (homonymie).
La Sonate pour piano no 2, op. 39 est une œuvre pour piano-forte de Carl Maria von Weber composée de 1814 à 1816. Dédiée à Franz Lauska (en), la partition porte la référence J. 199 dans le catalogue des œuvres du compositeur établi par Friedrich Wilhelm Jähns.

## Composition
Carl Maria von Weber compose sa Sonate pour piano no 2 du mois de février 1814 au mois d'octobre 1816. L'œuvre est publiée en 1816 à Berlin par les éditions Schlesinger, dédiée à Franz Lauska (en).
La partition porte les références op. 39, J. 199 dans le catalogue des œuvres du compositeur établi par Friedrich Wilhelm Jähns.

## Présentation
L'œuvre est en quatre mouvements :
1. Allegro moderato, con spirito ed assai legato en la bémol majeur, à 
,
2. Andante en ut mineur, à 
,
3. Menuetto capriccioso. Presto assai en la bémol majeur, à 
 — Trio en ré bémol majeur,
4. Rondo. Moderato e molto grazioso en la bémol majeur, à 
.

## Parcours de l'œuvre

### I.Allegro moderato
Le charme de la Sonate no 2 s'affirme dès le début, « si inspiré, ces dix-huit mesures tout emplies des bruissements de la forêt, et annonciatrices des sortilèges du Freischütz, début de ballade avec les couleurs de l'orchestre, ce sourd trémolo des basses, ces appels de clarinettes et de cors. Est-ce dû à la mesure à 
 ? » Guy Sacre en apprécie « le souffle large, le dessin ample ».

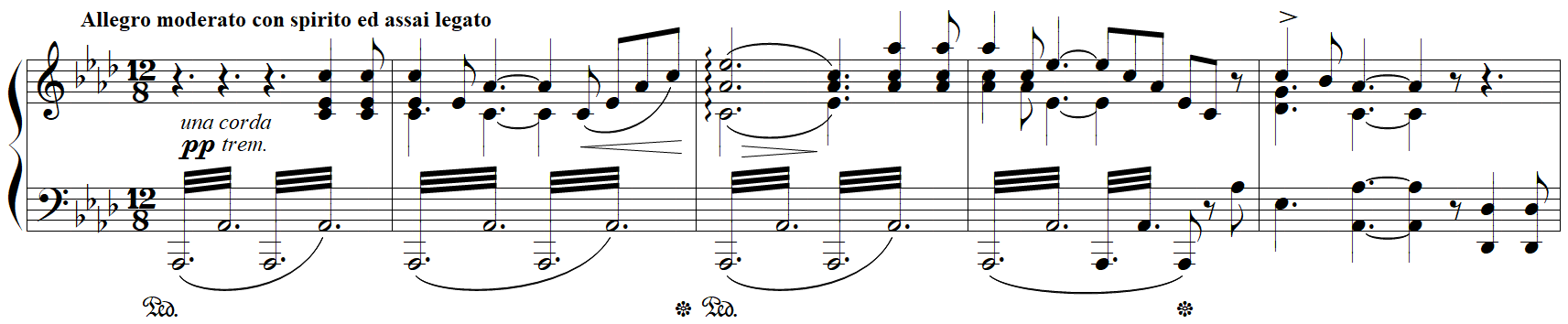
Premières mesures de l'Allegro moderato.

Adélaïde de Place considère également qu'« il s'agit là sans doute du plus beau mouvement de sonate laissé par Weber ». Louis Aguettant voit « un specimen excellent de la sonate weberienne » dans ce premier thème « d'une élégance chevaleresque et fière, d'une parfaite noblesse ».

### II.Andante
Le mouvement lent « paraît basé sur l'idée de la variation, à partir d'un sujet initial qui « sonne » comme le chant d'un hautbois ».

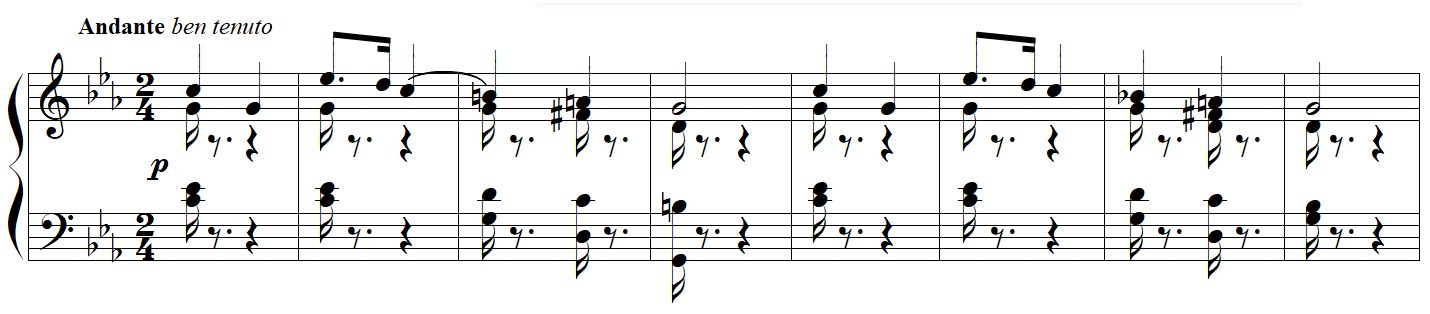
Premières mesures de l'Andante.

### III. Menuetto capriccioso.Presto assai
Selon Guy Sacre, « comme toujours chez Weber, le menuet est un bijou parfait. Aussi peu Menuetto que possible, d'ailleurs, mais ne faisant pas mentir son adjectif capriccioso. Lancé à toute allure par les deux mains à l'unisson, il s'ébroue, bondit en noires staccato, court en legato de croches et fait songer d'avance à certains moments du Carnaval de Schumann ».

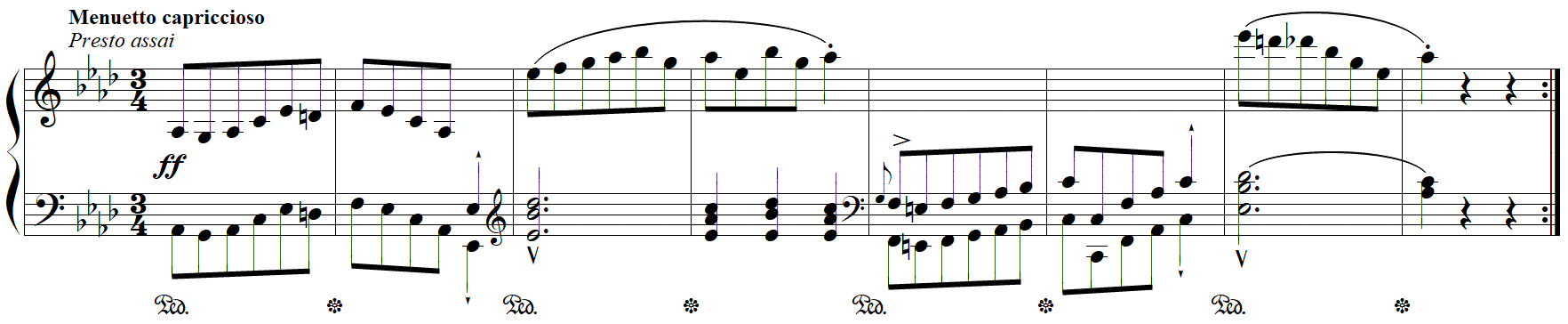
Premières mesures du Menuetto capriccioso, Presto assai.

### IV. Rondo.Moderato e molto grazioso
Ce rondo « n'est qu'un badinage qui n'a pas, comme celui de la Première Sonate, l'excuse du « tour de force ». Le refrain, avec ses chromatismes maniérés et ses appogiatures, a quelque chose d'irritant » pour Guy Sacre : « Quoi, tant de notes pour un sujet si étriqué ! Les couplets sont meilleurs, le premier surtout, avec son dessin rythmique si schumannien, son élan, sa fièvre ».

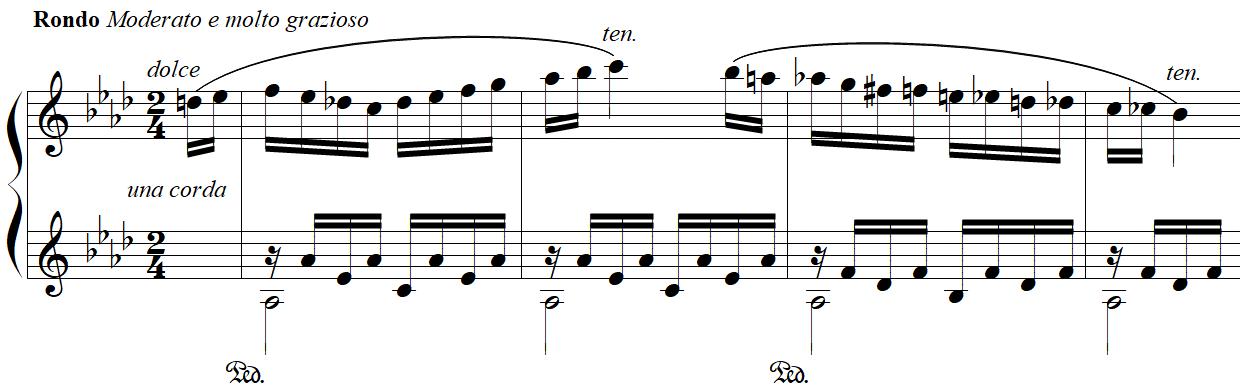
Premières mesures du Rondo, Moderato e molto grazioso.

## Postérité
Les sonates de Weber « n'ont pas eu la célébrité d'autres œuvres pour piano et, cependant, leur postérité n'a jamais été l'oubli : les grands romantiques, Chopin et Liszt, qui les jouaient souvent, mais aussi Mendelssohn, Schumann, Brahms et Grieg — pour ne citer que des compositeurs-pianistes — ont puisé dans le legs technique de Weber. Ils y ont ajouté, tout en lui rendant d'éclatants hommages ». Louis Aguettant, généralement sévère envers les Sonates du compositeur, reconnaît qu'il s'agit ici d'« une œuvre qui a de la générosité et du panache, et qui reste séduisante ».
La Sonate no 2, op. 39, « la plus lyrique », est « la plus jouée des sonates de Weber ». En 1878, le jeune Claude Debussy interprète l'Allegro initial dans le cadre des épreuves au Conservatoire. Le Menuetto capricioso a été orchestré par Tchaïkovski.
Les quatre Sonates de Weber, « lieu d'un conflit entre la forme classique et l'éclosion du mouvement romantique, méritent une attention renouvelée. Leur indéniable pouvoir de séduction et leur flamboyance dominent sans que l'on doive y rechercher une autre profondeur existant parfois chez certains de ses grands contemporains ».

## Discographie
| Interprète            | Complément                                       | Label                                     | Référence           | Année                  |
| --------------------- | ------------------------------------------------ | ----------------------------------------- | ------------------- | ---------------------- |
| Dino Ciani            | Intégrale des Sonates pour piano                 | Arlecchino (2 CD)                         | ARL 69-70           | 1968                   |
| Emil Gilels           | Ballades, op. 10 etFantaisies, op. 116 de Brahms | Harmonia Mundi(Praga / Le Chant du monde) | PR 250 039 / CM 201 | 17 mai 1968            |
| Marie-Catherine Girod | Intégrale des Sonates pour piano                 | Solstice (2 CD)                           | CYD 50 / 912024     | 29 juillet-3 août 1982 |
| Alexandre Paley       | Intégrale de l'œuvre pour piano                  | Naxos (4 CD)                              | 8.550989            | 10-15 janvier 1994     |
| Michael Endres        |                                                  | Oehms Classics (2 CD)                     | OC 357              | 2004                   |

### Ouvrages généraux
- Louis Aguettant, La Musique de piano : des origines à Ravel, Paris, Albin Michel / L'Harmattan, coll. « Les Introuvables », 1999 (1re éd. 1954), 446 p. (ISBN 978-2-738-48141-2), p. 425.
- Paul Pittion, La Musique et son histoire : tome II — de Beethoven à nos jours, Paris, Éditions Ouvrières, 1960, 574 p.
- Adélaïde de Place et François-René Tranchefort (dir.), Guide de la musique de piano et de clavecin, Paris, Fayard, coll. « Les Indispensables de la musique », 1987, 870 p. (ISBN 978-2-213-01639-9), p. 829-833.
- Guy Sacre, La musique pour piano : dictionnaire des compositeurs et des œuvres, vol. II (J-Z), Paris, Robert Laffont, coll. « Bouquins », 1998, 2998 p. (ISBN 978-2-221-08566-0), p. 2934-2950.

### Monographies
- Jean Barraqué, Debussy, Paris, Seuil, coll. « Solfèges » (no 22), 1962, rééd. 1994, 250 p. (ISBN 978-2-02-020626-6 et 2-02-020626-9).
- Jean-Luc Caron et Gérard Denizeau, Carl Maria von Weber, Paris, bleu nuit éditeur, coll. « horizons » (no 73), 2019, 176 p. (ISBN 978-2-358-84087-3).
- John Warrack (trad. Odile Demange), Carl Maria von Weber, Paris, Fayard, 1987, 480 p. (ISBN 978-2-213-01979-6).